# Daniel-Henri Vincent
 (octobre 2011).
Si vous disposez d'ouvrages ou d'articles de référence ou si vous connaissez des sites web de qualité traitant du thème abordé ici, merci de compléter l'article en donnant les références utiles à sa vérifiabilité et en les liant à la section « Notes et références ».
Daniel-Henri Vincent est un haut fonctionnaire, écrivain et homme de culture français né le 7 mars 1942 à Dijon (Côte-d’Or). Il a principalement étudié à l’École normale d’instituteurs, à l’Université et au Centre de préparation à l’administration générale de Dijon ainsi qu’à l’Institut d’études politiques de Paris. Il est titulaire d’une licence d’enseignement de lettres modernes et d’une maîtrise ès-lettres.
Après avoir enseigné, il a accédé par concours au corps préfectoral en 1973 et exercé des fonctions territoriales successivement en Haute-Loire, dans l’Aube, la Nièvre, à la préfecture de la région de Bourgogne et à la préfecture de Paris et d'Ile de France. En administration centrale, il a été chargé de mission à la DATAR, au ministère de la Culture, sous-directeur au ministère de l’Intérieur puis directeur. Il a achevé sa carrière au ministère des Finances en qualité de Trésorier-payeur général de la Creuse, de Corse, du Cher et du Morbihan.
Outre ses fonctions administratives, il a donné un enseignement aux Instituts régionaux d’administration (IRA) de Nantes et de Bastia, à l’Institut international d'administration publique (IIAP) de Paris et à l’École nationale d’administration (ENA). Il a été auditeur de l’Institut des Hautes études de Défense nationale (IHEDN, 41e session).
Daniel-Henri Vincent, qui a été directeur régional des affaires culturelles de Bourgogne de 1983 à 1985, se passionne pour la culture vivante et le patrimoine depuis qu’il a créé un ciné-club en 1963. Il préside l’Académie des sciences, arts et belles-lettres de Dijon. Il est président de l’ensemble de musique baroque La Fenice dirigé par Jean Tubéry. Il a fondé la Société des amis de Bussy-Rabutin. Il a été chargé d’animer un groupe interministériel de culture ferroviaire. Il a été administrateur et vice-président de l’Association des amis du Musée national de la Marine. Il est membre de plusieurs sociétés savantes dont la Société d’étude du XVIIe siècle, l’Académie du Morvan et la Société des amis de Colette. Il appartient également au Club des Écrivains de Bourgogne.
Daniel-Henri Vincent est chevalier de la Légion d'honneur, officier de l’Ordre national du Mérite, chevalier des Palmes académiques, des Arts et Lettres, du Mérite agricole et titulaire de la médaille de la Jeunesse et des Sports.

## Publications
- 1993 - Dits et Inédits (Avec Vincenette Maigne pour les Chansons de Bussy-Rabutin), Éditions de l'Armançon.
- 2000 - Bussy-Rabutin - Discours à sa famille – Les Illustres malheureux, édition critique (Avec Christophe Blanquie pour le Discours sur le bon usage des prospérités), Éditions de l’Armançon.
- 2003 - Henri et Marcelle, une vie… Textes & Prétextes.
- 2006 – Mémoire d’une enfance, Chez l’auteur.
- 2009 - Montchapet, au gré de mes jours, Éditions de l’Armançon.
- 2010 - Bussy-Rabutin - Mémoires, présentation et note, Mercure de France.
- 2011 - Bussy-Rabutin, le libertin puni, Éditions Perrin.